# Jesper de Jong
Jesper de Jong, né le 31 mai 2000 à Haarlem, est un joueur de tennis néerlandais, professionnel depuis 2018.

## Biographie
Né à Haarlem en Hollande-Septentrionale, Jesper de Jong grandit à Hoofddorp où il commence le tennis à l’âge de 5 ans>.

## Carrière
Après trois titres ITF décrochés en 2019, Jesper de Jong remporte un tournoi Challenger sans perdre un set à Almaty en 2021. En 2023, il s'impose à Grodzisk Mazowiecki après deux finales perdues plus tôt dans la saison à Tigre et Rome.
En 2024, il fait ses débuts en Grand Chelem grâce à sa qualification à l'Open d'Australie. Il remporte son premier match face à Pedro Cachín mais s’arrête dès le tour suivant. Également qualifié aux Internationaux de France, il bat Jack Draper puis prend un set au second tour face au futur vainqueur Carlos Alcaraz. Peu après, il s'adjuge le tournoi de Sassuolo contre Daniel Altmaier.
En janvier 2025, il se fait remarquer lors de l'Open Sud de France en atteignant les demi-finales après des victoires sur Flavio Cobolli et Tallon Griekspoor. Qualifié aux Internationaux d'Italie, il est défait par le numéro 1 mondial Jannik Sinner au 3e tour non sans avoir éliminé Alejandro Davidovich Fokina. Peu après, de Jong enchaîne avec les Internationaux de France durant lesquels il bat Francesco Passaro en cinq sets avant de s'incliner face à Alexander Zverev.
Il confirme sa progression sur l'année 2025 en disputant sa première finale en carrière sur le circuit ATP à Bastad, en Suède mi-juillet. Après un premier tour contre le local invité William Rejchtman Vinciguerra (6-3, 6-2), il a affaire à des matchs plus serrés contre le Tchèque Vit Kopriva (7-6, 7-5) et surtout son compatriote, tête de série numéro deux Tallon Griekspoor, finaliste à Marrakech (4-6, 7-6, 6-3). Il écarte une nouvelle tête de série en demi, Camilo Ugo Carabelli (6-3, 7-6) pour devenir le premier Néerlandais finaliste en Suède, mais échoue dans la quête de son premier titre contre Luciano Darderi, déjà vainqueur cette saison là à Marrakech (4-6, 6-3, 3-6).

## Palmarès

### Finales en simple messieurs
| No | Date       | Nom et lieu du tournoi | Catégorie | Dotation  | Surface      | Vainqueur       | Score         |          |
| -- | ---------- | ---------------------- | --------- | --------- | ------------ | --------------- | ------------- | -------- |
| 1  | 14-07-2025 | Nordea Open, Båstad    | ATP 250   | 596 035 € | Terre (ext.) | Luciano Darderi | 6-4, 3-6, 6-3 | Parcours |

## Parcours dans les tournois duGrand Chelem

### En simple
| Année | Open d'Australie | Open d'Australie | Internationaux de France | Internationaux de France | Wimbledon      | Wimbledon         | US Open | US Open |
| ----- | ---------------- | ---------------- | ------------------------ | ------------------------ | -------------- | ----------------- | ------- | ------- |
| 2024  | 2e tour (1/32)   | Jannik Sinner    | 2e tour (1/32)           | Carlos Alcaraz           | Q2             | Sho Shimabukuro   | Q3      | Li Tu   |
| 2025  | Q1               | Aziz Dougaz      | 2e tour (1/32)           | Alexander Zverev         | 2e tour (1/32) | Miomir Kecmanović |         |         |

N.B. : à droite du résultat se trouve le nom de l'ultime adversaire.

## Parcours dans lesMasters 1000
| Année | Indian Wells | Miami | Monte-Carlo | Madrid | Rome              | Canada | Cincinnati | Shanghai | Paris |
| ----- | ------------ | ----- | ----------- | ------ | ----------------- | ------ | ---------- | -------- | ----- |
| 2025  | —            | —     | —           | —      | 3e tour J. Sinner |        |            |          |       |

N.B. : sous le résultat se trouve le nom de l’ultime adversaire.

## Classements ATP en fin de saison
| Année          | 2018 | 2019 | 2020 | 2021 | 2022 | 2023 | 2024 |
| Rang en simple | 1091 | 436  | 301  | 226  | 288  | 153  | 112  |
| Rang en double | 1542 | 321  | 288  | 167  | 182  | 376  | 583  |

Source : (en) Classements de Jesper de Jong sur le site officiel de la Fédération internationale de tennis